# Independent Games Festival

Logo festiwalu gier niezależnych

Independent Games Festival (IGF, pol. festiwal gier niezależnych) – coroczny festiwal odbywający się podczas Game Developers Conference (konferencji deweloperów gier) i największe coroczne spotkanie z branży niezależnych gier komputerowych. Powstał w 1998 roku, aby wspierać i inspirować innowację w rozwoju gier komputerowych oraz nagradzać najlepszych niezależnych twórców gier komputerowych. IGF powstał, by przynieść takie same korzyści społeczności niezależnych producentów, jakie przyniósł Sundance Film Festival społeczności niezależnych filmów, i jest organizowany przez UBM Tech, producenta Game Developers Conference, magazynu Game Developer i serwisu Gamasutra.com.
W konkursie rozdawane są nagrody pieniężne dla niezależnych twórców w konkursie głównym i konkursie studenckim podczas IGF Awards Ceremony (ceremonii rozdania nagród IGF). Ceremonia jest jednym z najważniejszych wydarzeń Game Developers Conference, a odbywa się w Moscone Center w San Francisco.

## Struktura konkursu
Ceremonia wręczenia nagród podzielona jest na dwie kategorie: konkurs główny IGF i IGF Showcase Student.
Podczas Independent Games Festival rozdawane jest dziewięć głównych nagród:
| Nazwa                                                         | Nagroda pieniężna |
| ------------------------------------------------------------- | ----------------- |
| Seumas McNally Grand Prize nagroda główna Seumasa McNally’ego | 30 000 USD        |
| Nuovo Award (dawniej Innovation Award) nagroda innowacyjności | 5000 USD          |
| Excellence In Visual Art doskonałość w grafice                | 3000 USD          |
| Excellence In Audio doskonałość w dźwięku                     | 3000 USD          |
| Excellence in Design doskonałość w projektowaniu              | 3000 USD          |
| Technical Excellence doskonałość technologiczna               | 3000 USD          |
| Best Mobile Game najlepsza gra mobilna                        | 3000 USD          |
| Audience Award nagroda publiczności                           | 3000 USD          |

Ponadto w 2013 roku dodano nową nagrodę:
| Excellent in Narrative doskonałość w narracji | 3000 USD |

Dodatkowo corocznie podczas konkursu IGF's Student Showcase rozdawane są następujące nagrody:
| IGF Student Showcase Winner zwycięzca pokazu studenckiego IGF | 1000 USD (ośmiu laureatów) |
| Best Student Game najlepsza gra studencka                     | 3000 USD                   |

## Historia nagród konkursu IGF

### (Część główna) Konkurs IGF

#### Seumas McNally Grand Prize
- 2014: Papers, Please
- 2013: Cart Life
- 2012: Fez
- 2011: Minecraft
- 2010: Monaco
- 2009: Blueberry Garden
- 2008: Crayon Physics Deluxe
- 2007: Aquaria
- 2006: Darwinia
- 2005: (Open Category) Gish i (Web/Downloadable) Wik and the Fable of Souls
- 2004: (Open Category) Savage: The Battle for Newerth i (Web/Downloadable) Oasis
- 2003: Wild Earth
- 2002: Bad Milk
- 2001: Shattered Galaxy
- 2000: Tread Marks
- 1999: Fire And Darkness

#### Nuovo (Innovation) Award
- 2014: Luxuria Superbia
- 2013: Cart Life
- 2012: Storyteller
- 2011: Nidhogg
- 2010: Tuning
- 2009: Between
- 2008: World of Goo
- 2007: Everyday Shooter
- 2006: Braid
- 2005: (Open Category) Gish i (Web/Downloadable) Wik and the Fable of Souls
- 2004: (Open Category) Bontãgo i (Web/Downloadable) Oasis
- 2003: Wild Earth
- 2002: Insaniquarium
- 2001: Shattered Galaxy
- 2000: Tread Marks
- 1999: Resurrection

#### Excellence In Visual Art
- 2014: Gorogoa
- 2013: Kentucky Route Zero
- 2012: Dear Esther
- 2011: BIT.TRIP RUNNER
- 2010: Limbo
- 2009: Machinarium
- 2008: Fez
- 2007: Castle Crashers
- 2006: Darwinia
- 2005: (Open Category) Alien Hominid i (Web/Downloadable) Wik and the Fable of Souls
- 2004: (Open Category) Spartan i (Web/Downloadable) Dr. Blob's Organism
- 2003: Wild Earth
- 2002: Banja Taiyo
- 2001: Hardwood Spades
- 2000: King of Dragon Pass
- 1999: Crime Cities

#### Excellence In Audio
- 2014: Device 6
- 2013: 140
- 2012: Botanicula
- 2011: Amnesia: Mroczny obłęd
- 2010: Closure
- 2009: BrainPipe
- 2008: Audiosurf
- 2007: Everyday Shooter
- 2006: Weird Worlds: Return to Infinite Space
- 2005: (Open Category) Steer Madness i (Web/Downloadable) Global Defense Network
- 2004: (Open Category) Anito: Defend a Land Enraged i (Web/Downloadable) Dr. Blob's Organism
- 2003: Terraformers
- 2002: Bad Milk
- 2001: Chase Ace 2
- 2000: Blix
- 1999: Terminus

#### Excellent in Narrative
- 2014: Papers, Please
- 2013: Cart Life

#### Excellence in Design
- 2014: Papers, Please
- 2013: FTL: Faster Than Light
- 2012: Spelunky
- 2011: Desktop Dungeons
- 2010: Monaco
- 2009: Musaic Box

#### Technical Excellence
- 2013: Little Inferno
- 2012: Antichamber
- 2011: Amnesia: Mroczny obłęd
- 2010: Limbo
- 2009: Cortex Command
- 2008: World of Goo
- 2007: Bang! Howdy
- 2006: Darwinia
- 2005: (Open Category) Alien Hominid i (Web/Downloadable) RocketBowl
- 2004: (Open Category) Savage: The Battle for Newerth i (Web/Downloadable) Yohoho! Puzzle Pirates
- 2003: Reiner Knizia's Samurai
- 2002: Ace Of Angels
- 2001: Shattered Galaxy
- 2000: Tread Marks
- 1999: Terminus

#### Best Mobile Game
- 2012: Beat Sneak Bandit
- 2011: Hellsing's Fire

#### Best Web Browser Game
- 2008: Iron Dukes
- 2007: Samorost 2
- 2006: Dad 'N Me
- Ta kategoria zastąpiła nagrodę Web/Downloadable z 2004 i 2005 roku.

#### Audience Award
- 2014: The Stanley Parable
- 2013: FTL: Faster Than Light
- 2012: Frozen Synapse
- 2011: Minecraft
- 2010: Heroes of Newerth
- 2009: Cortex Command
- 2008: Audiosurf
- 2007: Castle Crashers
- 2006: Dofus
- 2005: (Open Category) Alien Hominid i (Web/Downloadable) N
- 2004: (Open Category) Savage: The Battle for Newerth i (Web/Downloadable) Yohoho! Puzzle Pirates
- 2003: Pontifex II
- 2002: Kung Fu Chess
- 2001: Shattered Galaxy
- 2000: The Rift (Far Gate)
- 1999: Fire And Darkness

### IGF Student Showcase Winner / Best Student Game
- 2014: Risk of Rain
- 2013: Zineth
- 2012: Way
- 2011: Fract
- 2010: Continuity •  Dreamside Maroon •  Gear •  Igneous
- 2009: Tag: The Power of Paint
- 2008: Synaesthete
- 2007: Toblo
- 2006: Ballistic •  Cloud •  Colormental •  Narbacular Drop •  Ocular Ink •  Orblitz •  Palette •  Sea of Chaos •  Goliath •  NERO
- 2005: Dyadin •  Intergalactic Shopping Maniacs •  Mutton Mayhem •  Rock Station •  Scavenger Hunt •  Soccer Ref •  Squirrel Squabble •  Stars and Stripes •  Team Robot •  War, Siege & Conquest: Battle for Gaia
- 2004: Dark Archon 2 •  Fatal Traction •  Growbot •  Hexvex •  Hyperbol •  Ice Wars •  Kube Kombat •  Scrapped •  Treefort Wars •  Xazzon

#### Sponsor Awards (nagrody sponsorów)
- 2012 Microsoft Xbox Live Arcade Award: Super T.I.M.E. Force
- 2011 Direct2Drive Vision Award: Amnesia: Mroczny obłęd
- 2010 Direct2Drive Vision Award: Max and the Magic Marker
- 2009 Direct2Drive Vision Award: Osmos
- 2008 Gleemie Awards (1x5 000 USD, 1x3 000 USD, 1x2 000 USD): Desktop Tower Defense, Skyrates, Quadradius
- 2007 GameTap Awards (1x10 000 USD, 2x5 000 USD): Everyday Shooter, Blast Miner, Roboblitz
- 2006 Adultswim.com Award (5 000 USD): Dodge That Anvil
- 2005 Cartoon Network "Project Goldmaster" Award (za stworzenie gry dla Cartoon Network): Digital Builders
- 2004 AOL/Cartoon Network "Project Goldmaster" Award (za stworzenie gry dla Cartoon Network): Flashbang Studios

### IGF Mod Competition (2006–2007)

#### 2007 Mod Awards
Best Mod (5 000 USD): Weekday Warrior (Half-Life 2)
Best Singleplayer FPS Mod (500 USD): Weekday Warrior (Half-Life 2)
Best Multiplayer FPS Mod (500 USD): Eternal Silence (Half-Life 2)
Best RPG Mod (500 USD): Darkness over Daggerford (Neverwinter Nights)
Best 'Other' Mod (500 USD): Spawns Of Deflebub (Unreal Tournament 2004)

#### 2006 Mod Awards
Best Mod – Doom 3 (2 500 USD): Last Man Standing Coop
Best Mod – Half-Life 2 (2 500 USD): Dystopia
Best Mod – Neverwinter Nights (2 500 USD): Rose Of Eternity: Chapter 1
Best Mod – Unreal Tournament 2004 (2 500 USD): Path Of Vengeance